# Ford Laser
Ford Laser – samochód osobowy klasy kompaktowej produkowany pod amerykańską marką Ford w latach 1981 – 2007. 

## Pierwsza generacja

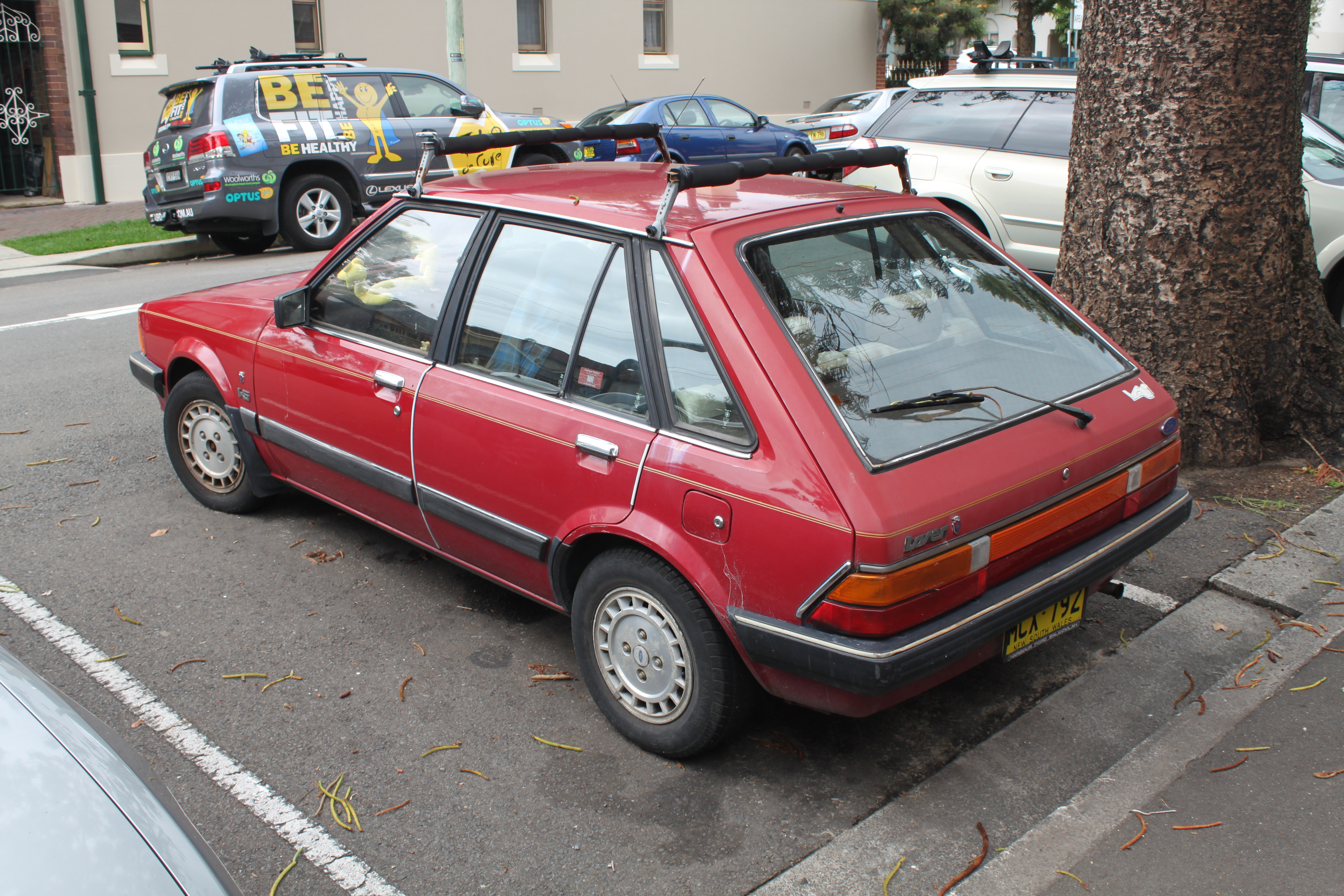
Ford Laser I - tył

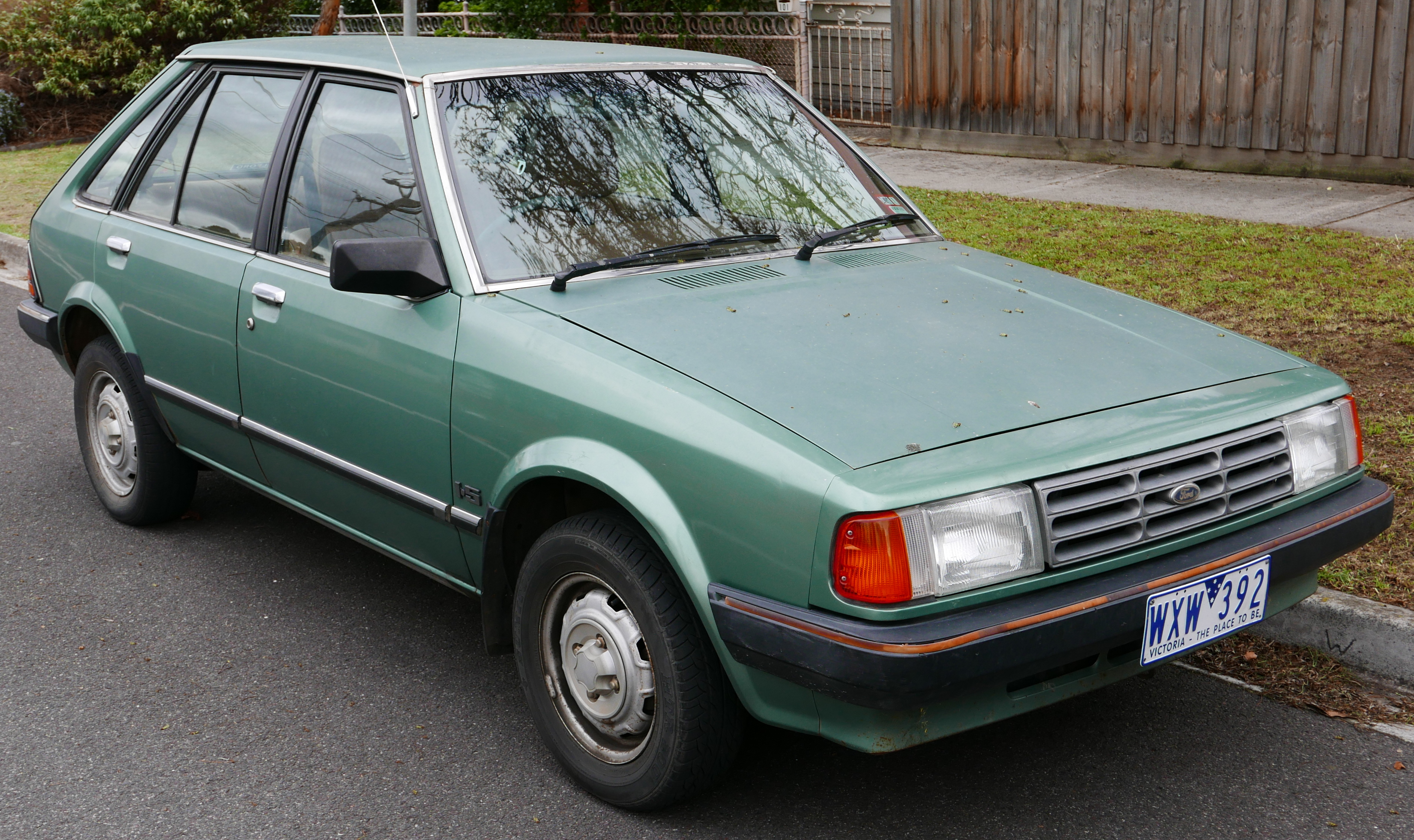
Ford Laser I po liftingu

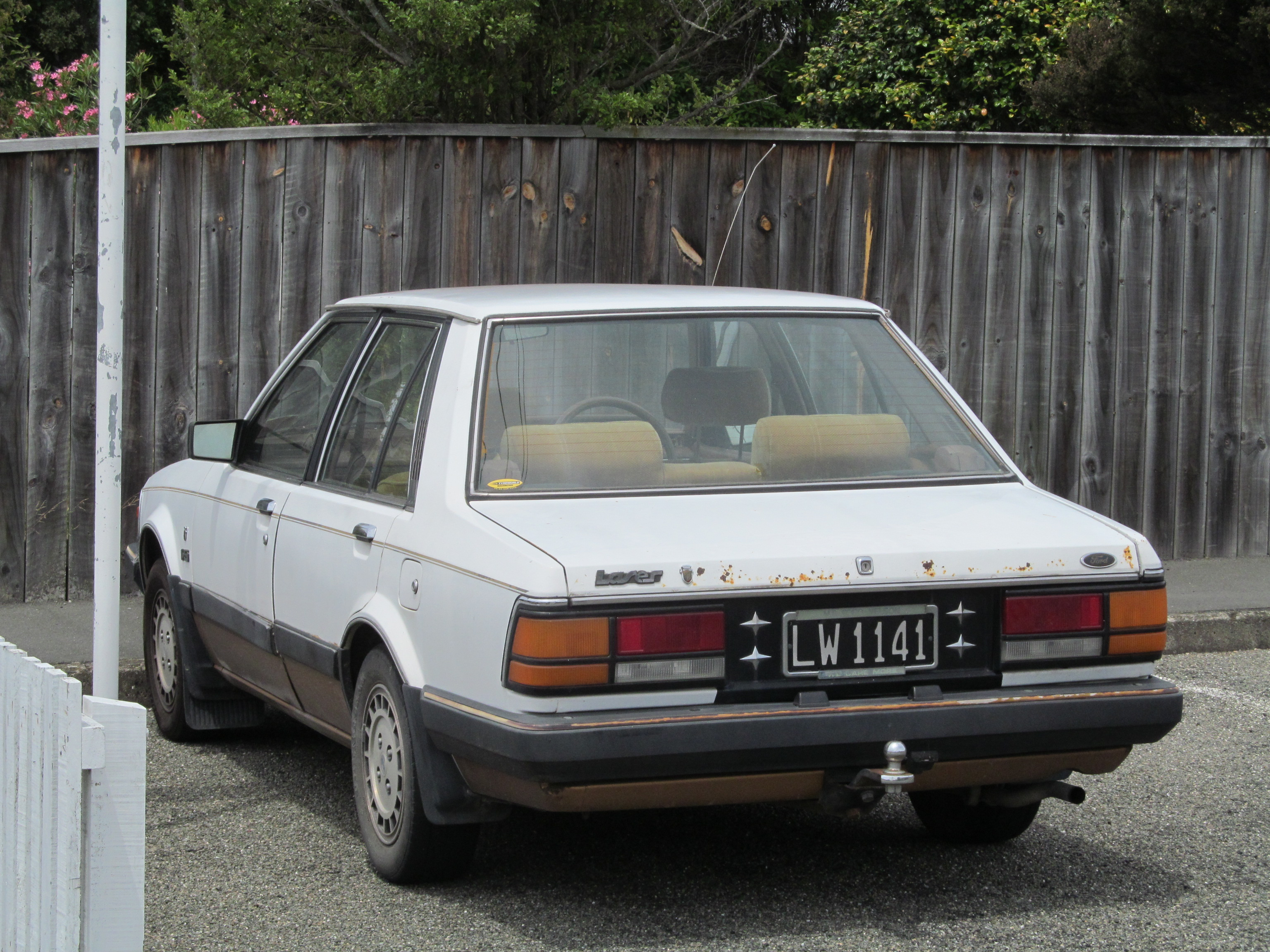
Ford Meteor I - wersja sedan

Ford Laser I został zaprezentowany po raz pierwszy w 1981 roku. Wersja sedan nosiła nazwę Meteor.
Na przełomie lat 70. i 80. australijski oddział Forda postanowił wycofać z lokalnego rynku opracowanego przez europejski oddział marki model Escort II i zastąpić go zupełnie innym modelem zbudowanym we współpracy z Mazdą. Tak powstała pierwsza generacja modelu Laser, która stała się bliźniaczą konstrukcją względem modelu 323/Familia. Model Forda odróżniał się inną stylistyką przedniej części nadwozia oraz innymi pozostałymi detalami nadwozia.

### Lifting
W marcu 1983 roku Ford przedstawił Lasera I po gruntownej modernizacji. Całkowicie odświeżono wygląd pasa przedniego, gdzie pojawił się nowy zderzak, inny kształt atrapy chłodnicy i zupełnie nowe reflektory.

#### Silniki
- L4 1.1l 16V SOHC
- L4 1.3l 16V SOHC
- L4 1.5l 16V SOHC
- L4 1.5l 16V DOHC
- L4 1.5l 16V DOHC
- L4 1.5l 16V DOHC

## Druga generacja

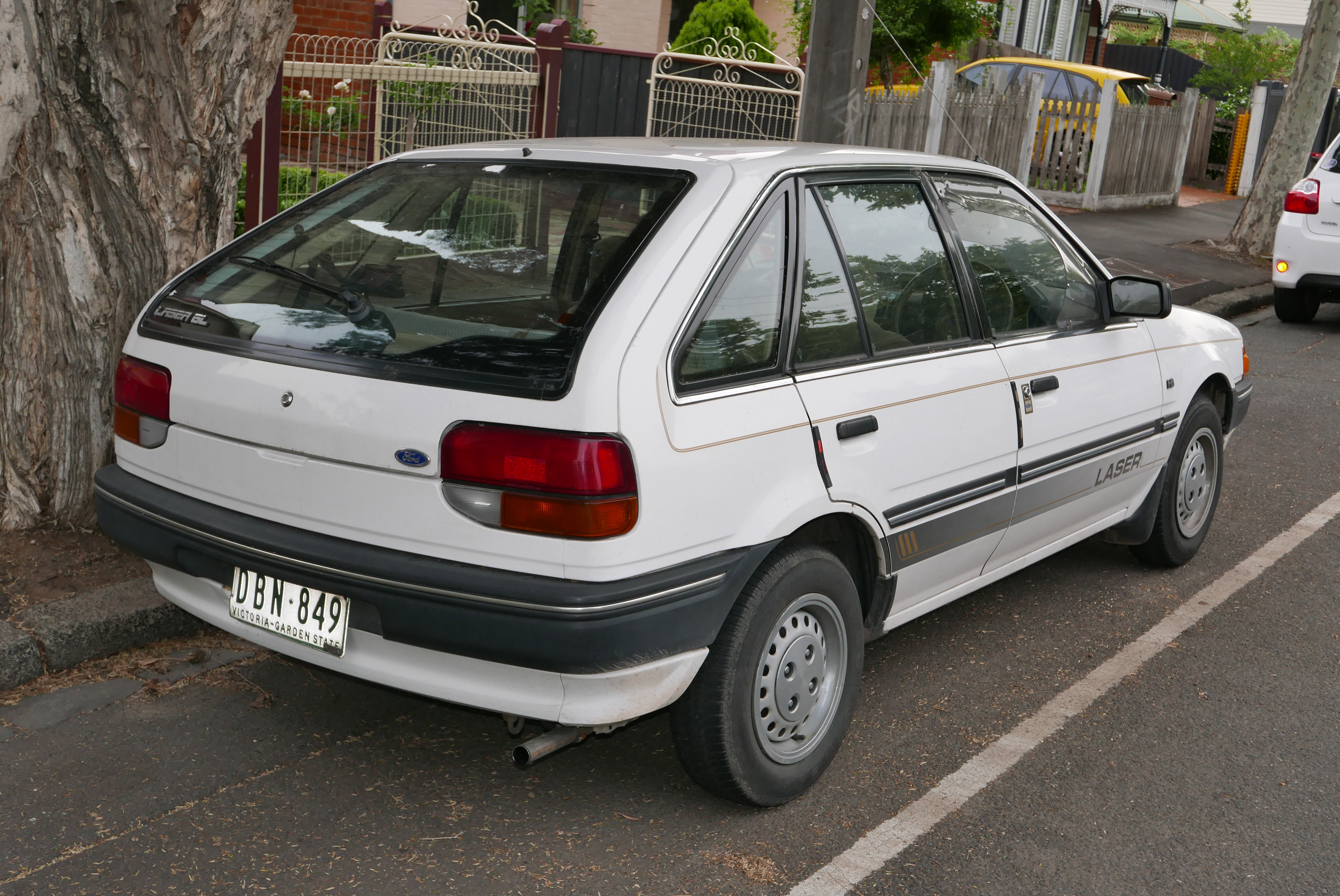
Ford Laser II - tył

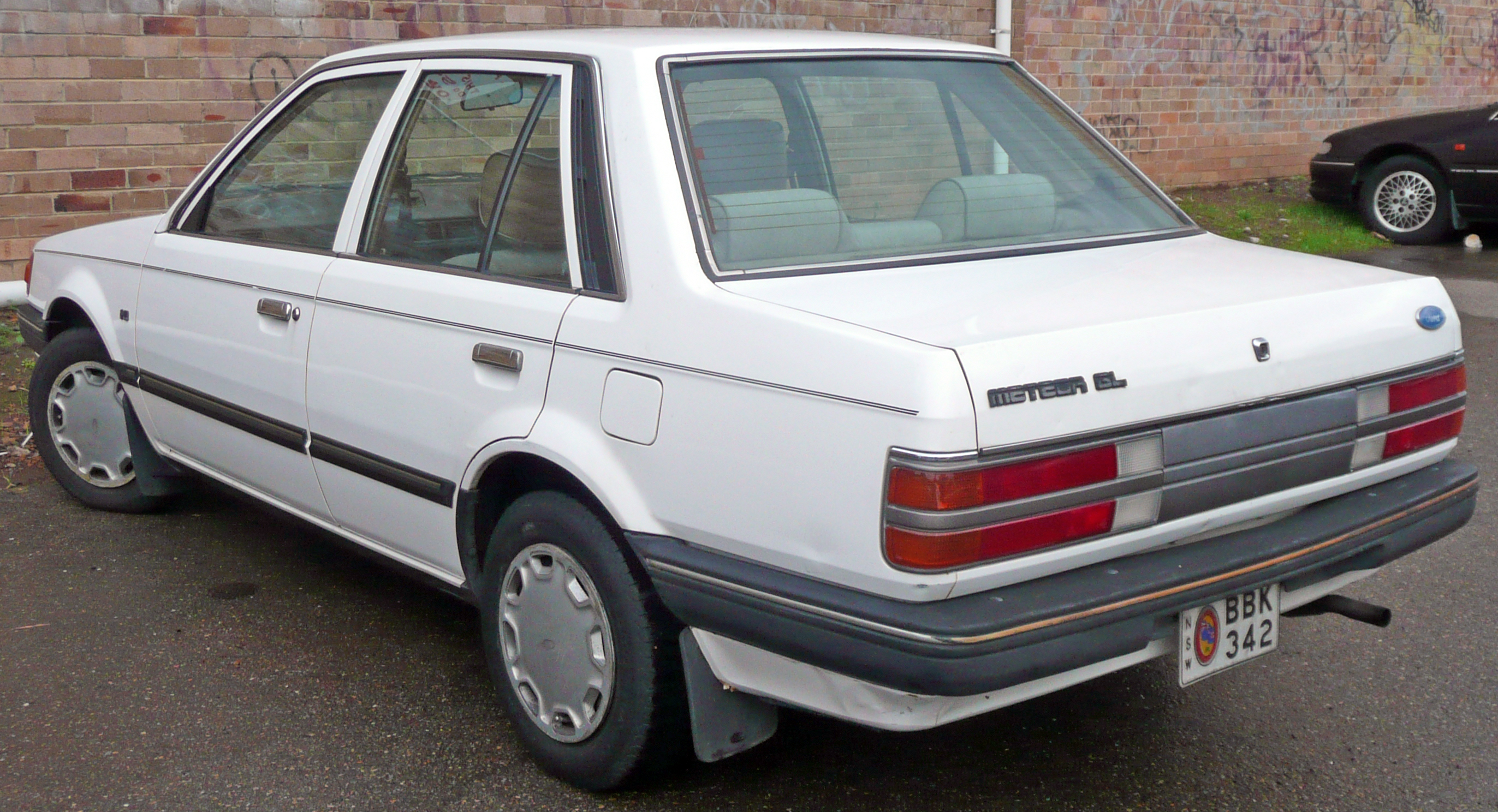
Ford Meteor II - wersja sedan

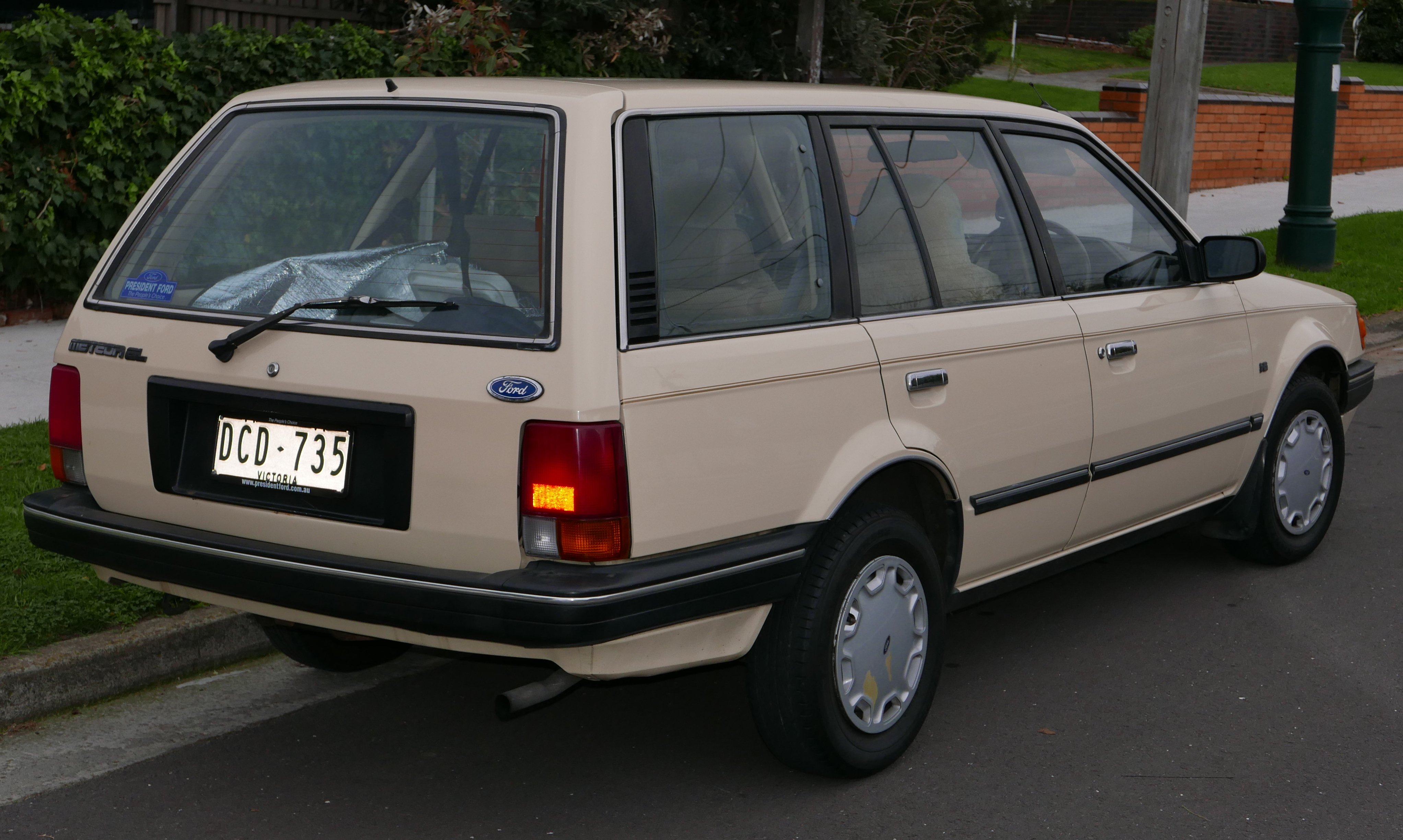
Ford Meteor II Kombi

Ford Laser II został zaprezentowany po raz pierwszy w 1985 roku. Wersja sedan nosiła nazwę Meteor.
Druga generacja Lasera trafiła na rynek jesienią 1985 roku, przechodząc szeroko zakrojone zmiany w stosunku do poprzednika. Nadwozie nabrało bardziej krągłych proporcji, na czele z charakterystycznie ukształtowanym tyłem nadwozia. Oferta nadwoziowa została tym razem rozbudowana o wersję kombi, która podobnie jak sedan nosiła inną nazwę, Meteor.

### Silniki
- L4 1.3l 16V SOHC
- L4 1.5l 16V SOHC
- L4 1.6l 16V SOHC
- L4 1.6l 16V DOHC

## Trzecia generacja

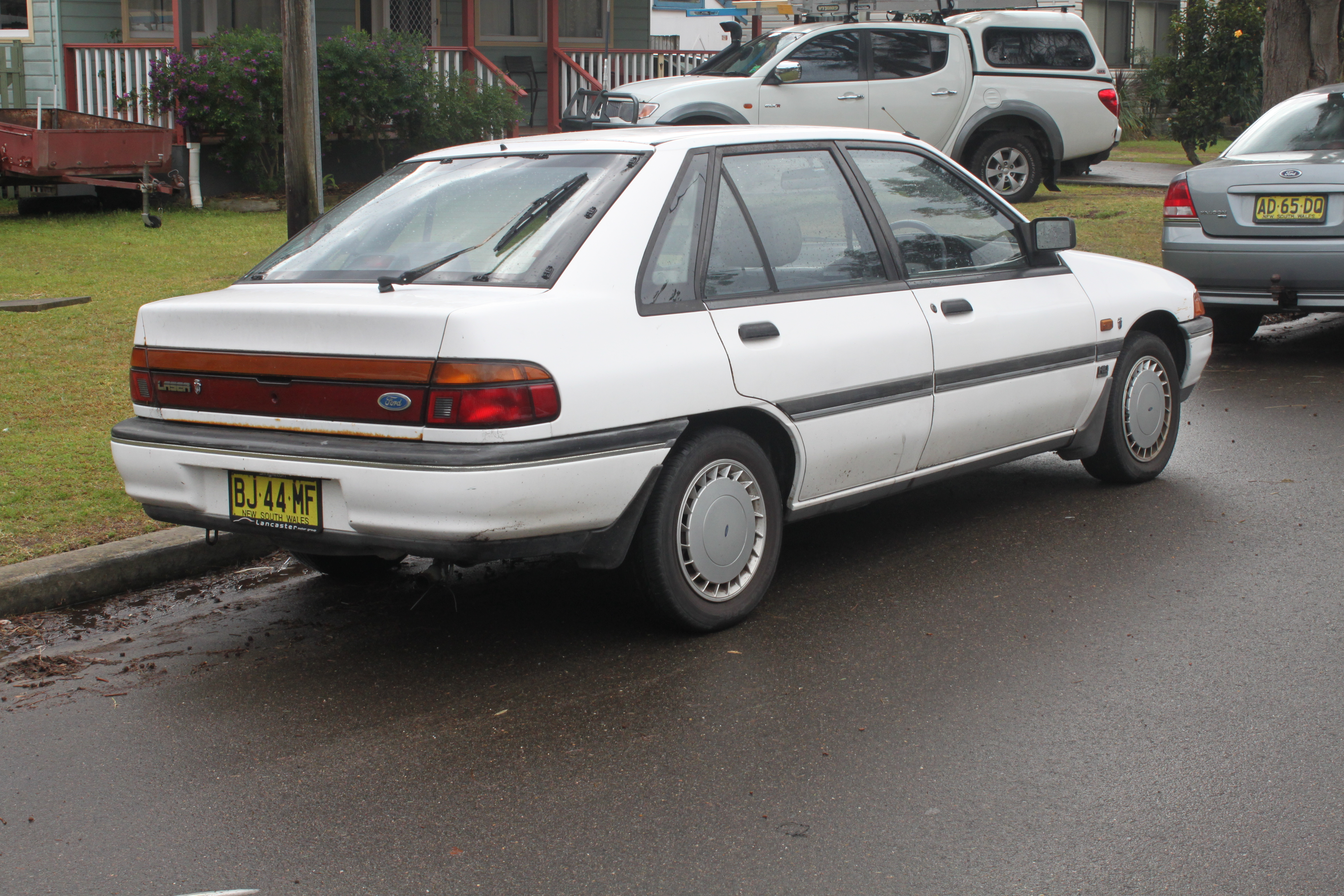
Ford Laser III - tył

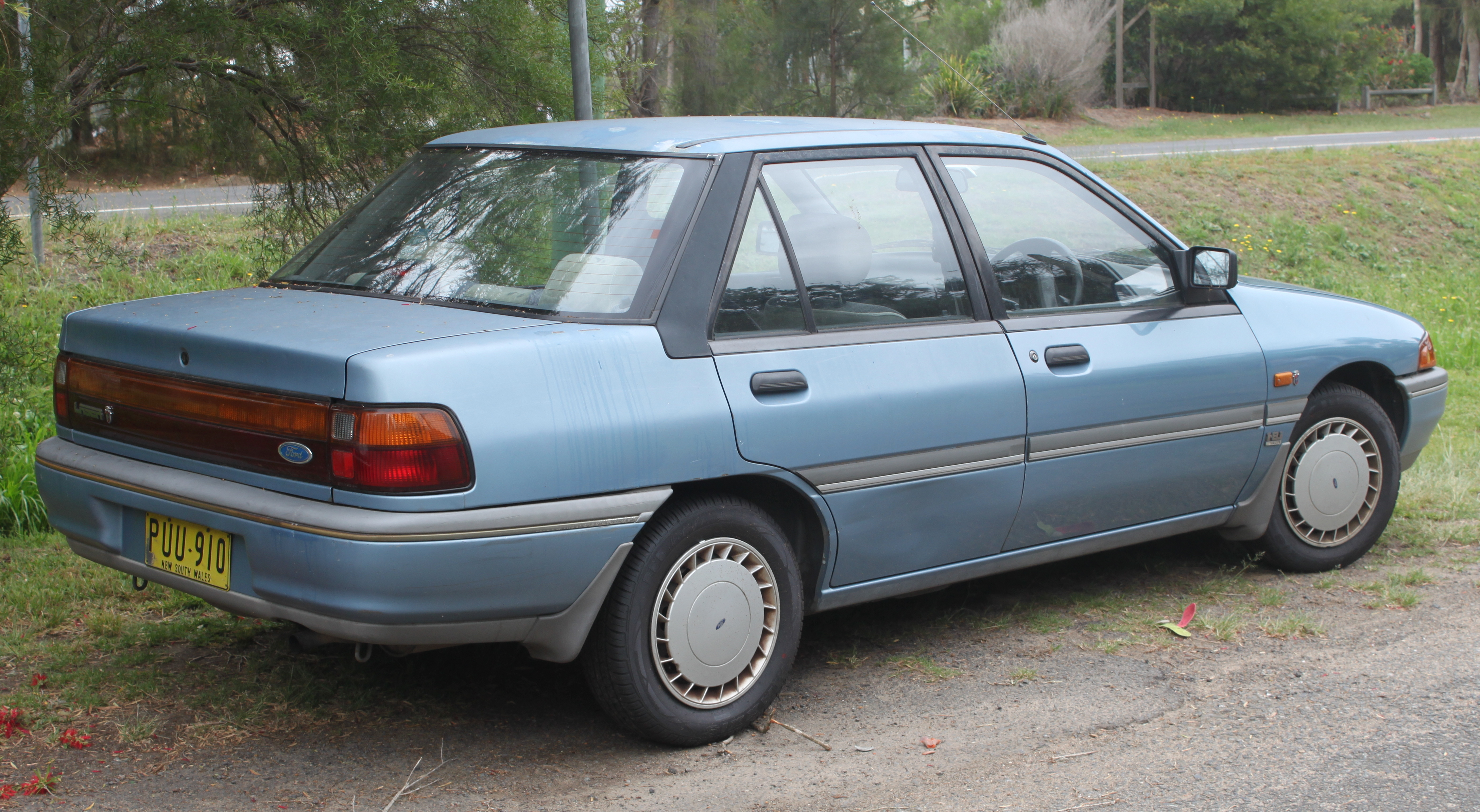
Ford Laser III Sedan

Ford Laser III został zaprezentowany po raz pierwszy w 1990 roku.
W przypadku trzeciej generacji Lasera, Ford zdecydował się na redukcję kosztów. Samochód był tym razem identyczny ze sprzedawanym w Ameryce Północnej Fordem Escortem i bliźniaczym Mercury Tracer, dzieląc z nim charakterystyczną kanciastą sylwetkę i dużą przeszkloną powierzchnię nadwozia. W przeciwieństwie do amerykańskiego odpowiednika jednak, Laser III nie był oferowany jako kombi. Przy Laserze III Ford porzucił nazwę Meteor - odtąd cała gama miała jednolity emblemat na klapie bagażnika.

### Silniki
- L4 1.3l 16V SOHC
- L4 1.6l 16V SOHC
- L4 1.8l 16V SOHC
- L4 1.8l 16V DOHC
- L4 1.8l 16V DOHC Turbo

## Czwarta generacja

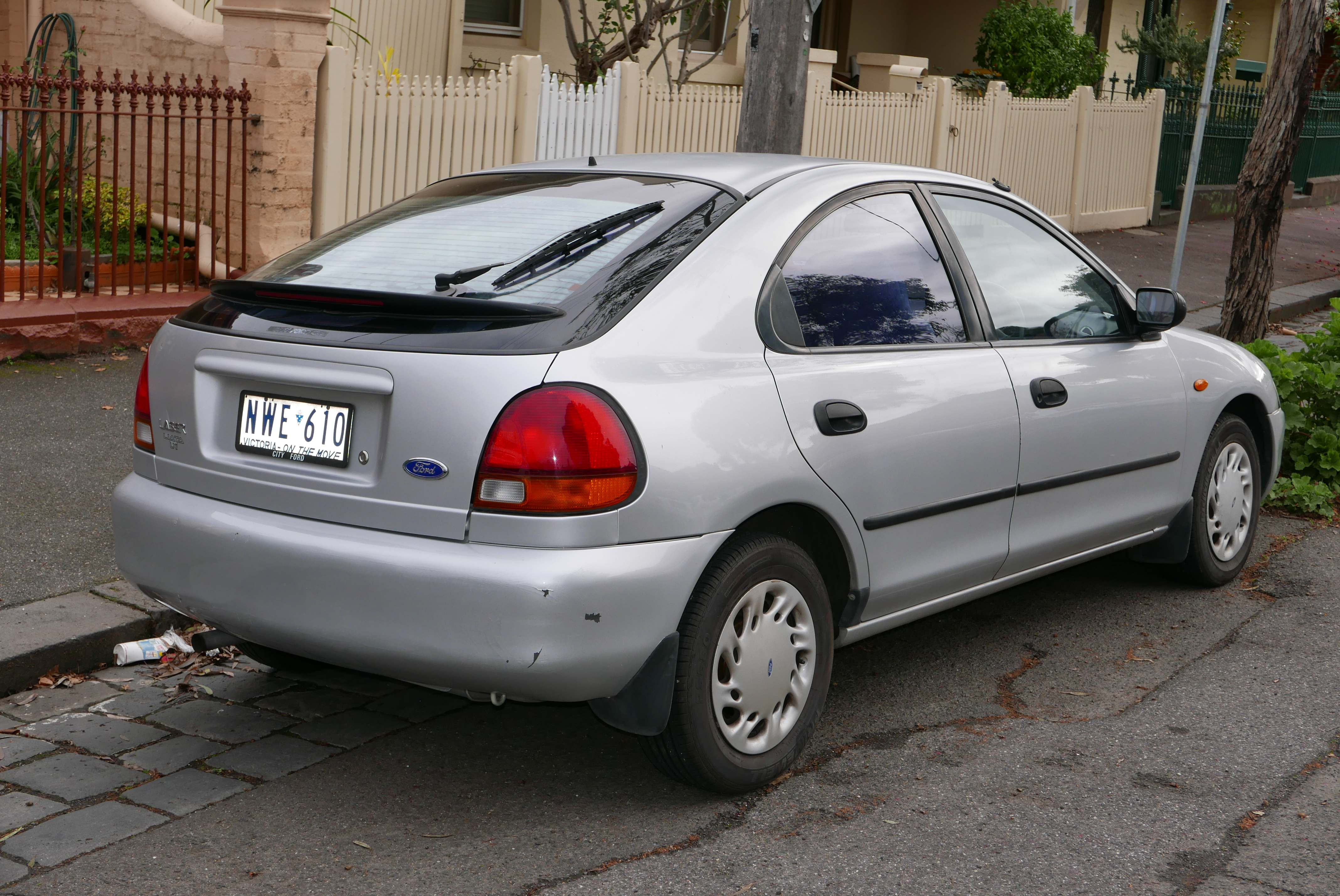
Ford Laser IV - tył

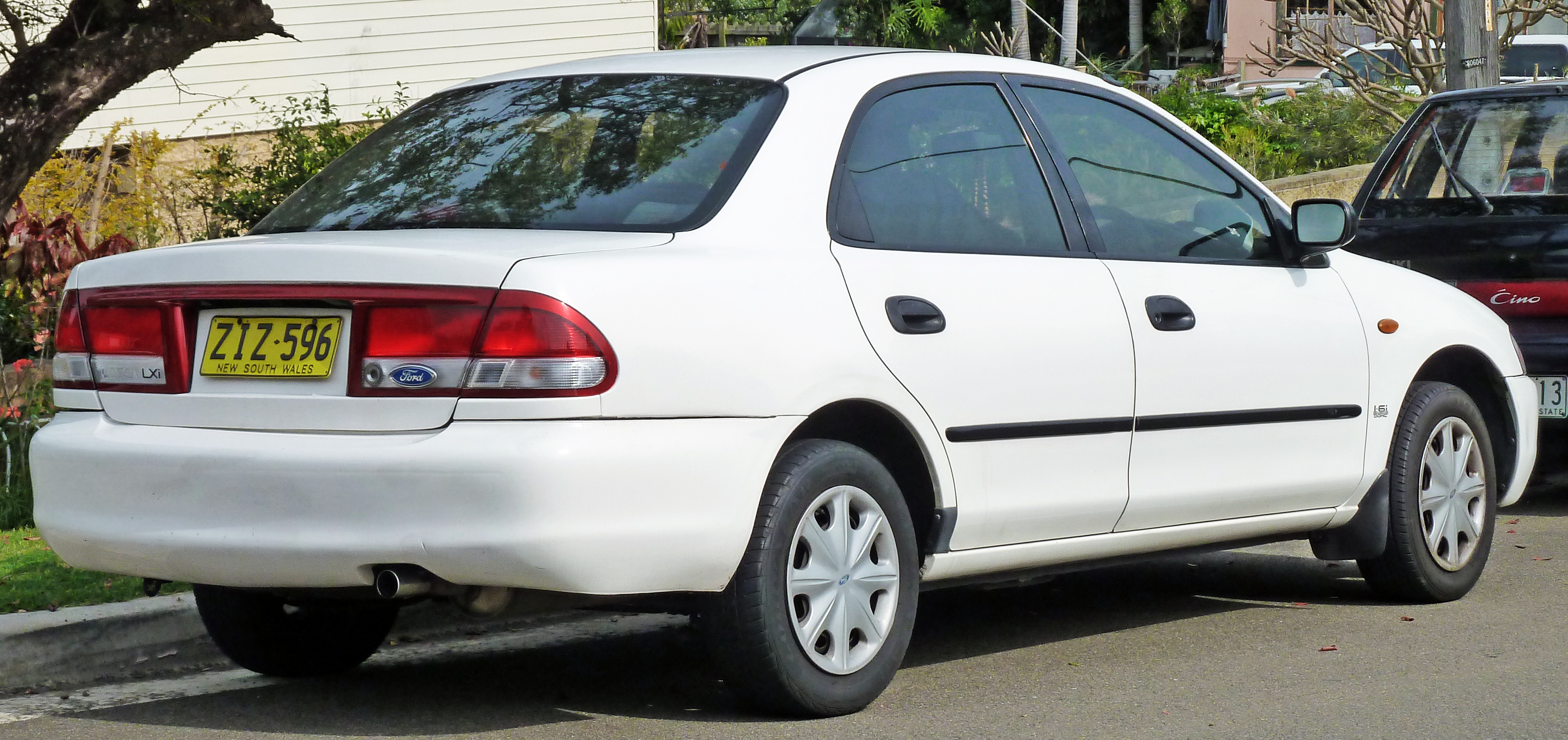
Ford Laser IV Sedan

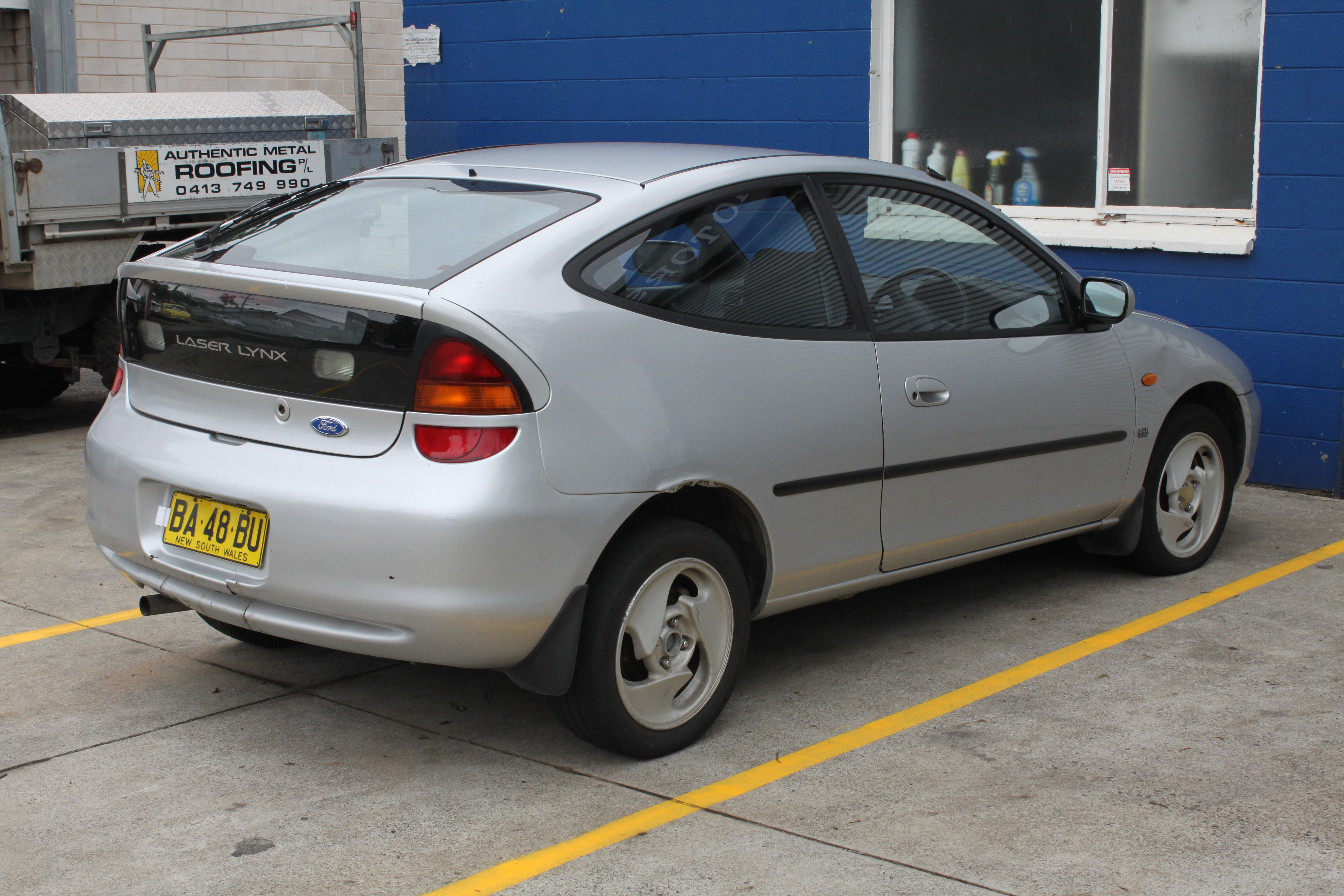
Ford Laser IV Lynx

Ford Laser IV został zaprezentowany po raz pierwszy w 1994 roku.
Czwarta generacja Forda Lasera przeszła gruntowną modernizację w stosunku do poprzednika - samochód zyskał specyficzną, obłą sylwetkę i po raz pierwszy od czasu zakończenia produkcji pierwszej generacji 10 lat wcześniej znów był bliźniaczą wersją kompaktowego modelu Mazdy - samochodu 323. Australijski oddział Forda zadbał jednak o głębokie wizualne modyfikacje, które polegały na zupełnie innym wyglądzie pasa przedniego i tylnego w każdej z trzech wersji nadwoziowych, a nawet drobnych zmianach w bryle nadwozia i sylwetce.
Był to ostatni model Forda produkowany w Nowej Zelandii, a także jednocześnie pierwszy Laser, którego po drobnych wizualnych modyfikacjach produkowano także na potrzeby lokalnego rynku na Tajwanie jako Ford Liata i Ford Aztec.

### Silniki
- L4 1.6l
- L4 1.8l

## Piąta generacja

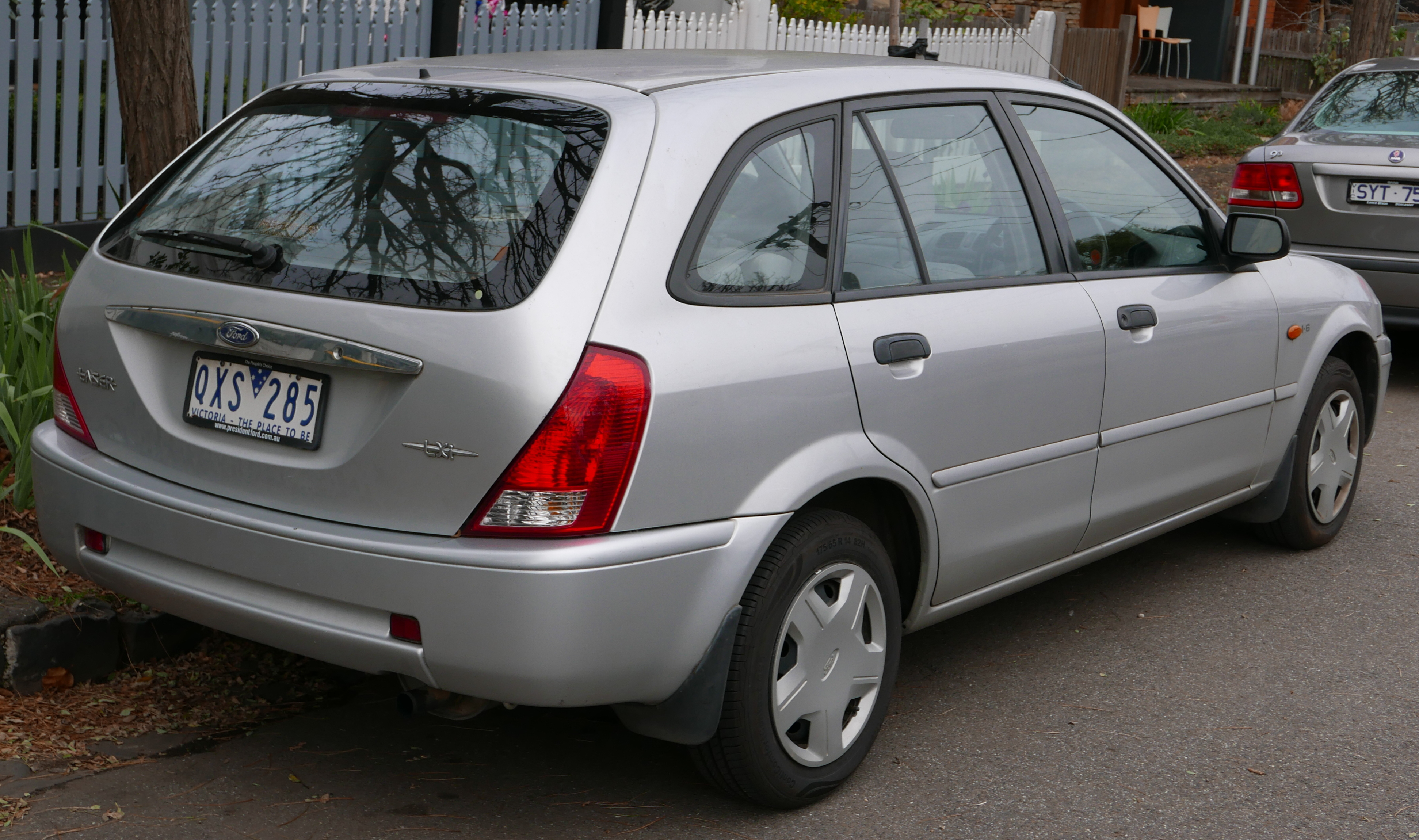
Ford Laser V - tył

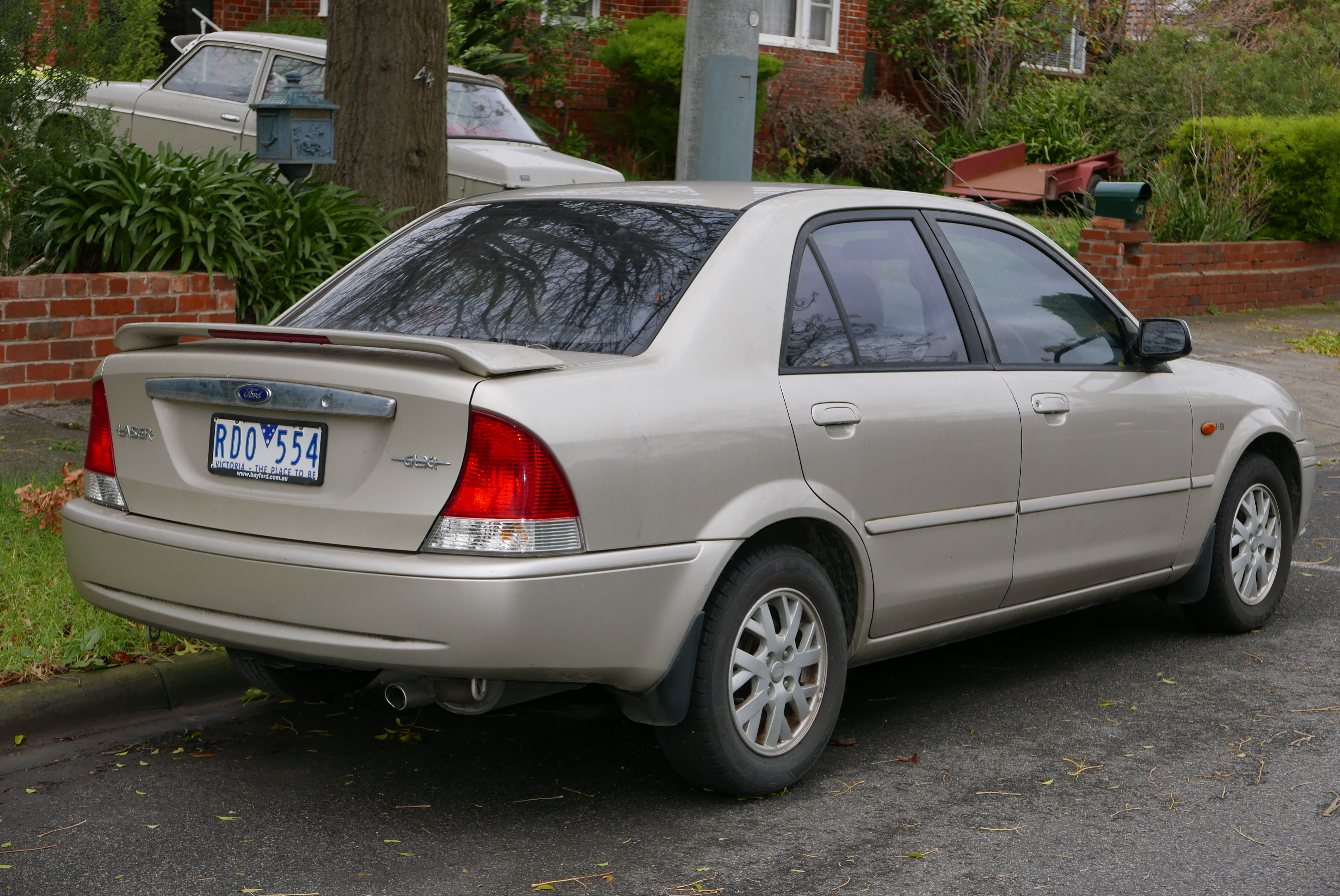
Ford Laser V Sedan

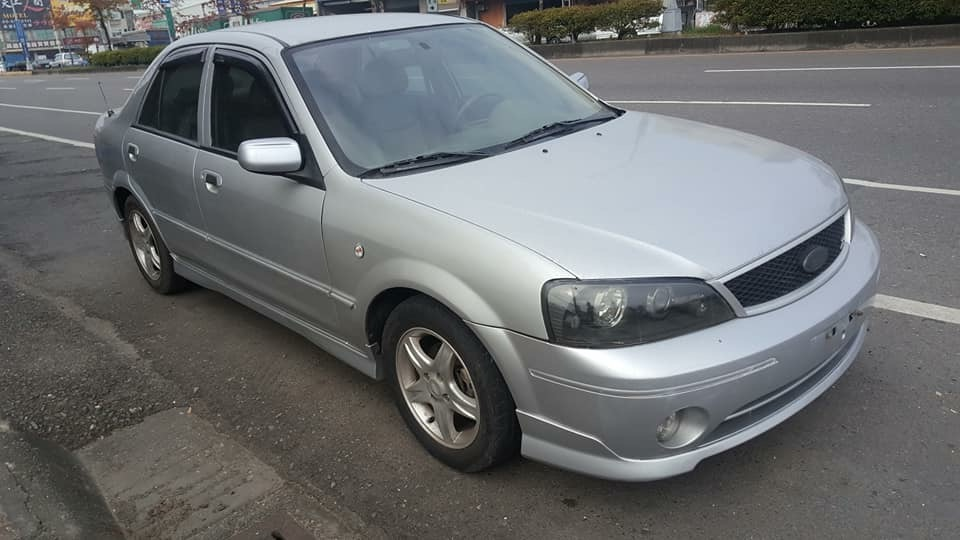
tajwański Ford Tierra

Ford Laser V został zaprezentowany po raz pierwszy w 1998 roku.
Piąte i zarazem ostatnie wcielenie Forda Lasera zadebiutowało pod koniec lat 90. XX wieku, ponownie powstając w ramach współpracy Forda i Mazdy. Samochód był zmodyfikowaną odmianą znanej w Europie Mazdy 323, zyskując wizualne modyfikacje zarówno w przednim, jak i tylnym pasie. W porównaniu do poprzednika samochód stał się wyraźnie obszerniejszy i większy, a z gamy nadwoziowej po raz pierwszy zniknął wariant trzydrzwiowy.

### Koniec produkcji i następca
W 2002 roku australijski oddział Forda podjął decyzję o zakończeniu produkcji Lasera V po zaledwie 4 latach rynkowej obecności z powodu niezadowalających wyników sprzedażowych, kończąc tym samym 32-letnią historię tego modelu na rynkach Australii i Nowej Zelandii, a ponadto - także Japonii. W lokalnych ofertach miejsce Lasera zajął Ford Focus.

### Rynki azjatyckie
Podobnie jak w przypadku poprzednika, tak samo i piąta generacja Forda Lasera była wytwarzana także poza granicami Japonii i Australii. Samochód po głębokich wizualnych modyfikacjach, które zależały od określonego pakietu stylistycznego, oferowany i produkowany był także na Tajwanie, na Filipinach oraz w Indonezji i Tajlandii pod nazwami Ford Tierra, Ford Activa, Ford Activa Magic i Ford Lynx. Od 2002 roku Laser V pod tymi postaciami był modelem już obecnym tylko w tych krajach, a w 2007 roku zniknął trwale z globalnych rynków - podobnie jak w Australii i Japonii - na rzecz modelu Ford Focus.

#### Silniki
- L4 1.6l DOHC ZM-DE
- L4 1.8l DOHC FP-DE
- L4 2.0l DOHC FS-DE
- L4 2.0l DOHC FS-ZE